# Хукер, Джон Ли
Джон Ли Хукер (англ. John Lee Hooker; 22 августа 1917[…], Кларксдейл, Миссисипи — 21 июня 2001[…], Лос-Альтос, Калифорния) — американский певец, гитарист и автор песен в жанре блюз. Он получил известность за исполнение дельта-блюза с использованием электрогитары. Хукер часто включал в свои песни элементы других поджанров и стилей, в том числе «talking blues» и раннего северо-миссиссиппского блюза. Он также создал свой собственный стиль буги, отличный от буги-вуги 1930-40-х годов. Многократный лауреат премий «Грэмми».
В 2004 году журнал Rolling Stone поместил песню «Boom Boom» в исполнении Джона Ли Хукера на 218 место своего списка «500 величайших песен всех времён». В списке 2011 года песня находится на 220 месте.

## Ранние годы
Дата рождения Джона Ли Хукера является предметом споров; разные источники говорят о 1912, 1915, 1917, 1920 и 1923 годах. Большинство указывают на 1917 год. Данные переписей 1920 и 1930 годов указывают на то, что он родился в 1912 году. По федеральной переписи 1920 года, Джону Хукеру тогда было семь лет, и он был одним из девяти детей, живущих с Уильямом и Минни Хукер в Тутвилере (англ. Tutwiler). Тем не менее, в 2017 году прошёл ряд мероприятий, посвященных столетию со дня его рождения.
Считается, что он родился в Тутвилере, хотя в некоторых источниках говорится, что он родился недалеко от Кларксдейла (англ. Clarksdale). Он был самым младшим из 11 детей Уильяма Хукера (родился в 1871 году, умер после 1923 года), издольщика и баптистского проповедника, и Минни Рэмси (род. 1880, дата смерти неизвестна). В федеральной переписи 1920 года Уильям и Минни указали возраст 48 и 39 лет соответственно, что означает, что Минни родилась около 1880 года, а не в 1875 году. Как утверждала сама Минни, она была «примерно на десять лет моложе» своего мужа (Boogie Man, p. 23), что придает дополнительную достоверность этой переписи в качестве свидетельства происхождения Джона Хукера.
Дети Хукера проходили домашнее обучение. Им было разрешено слушать только религиозные песни. Спиричуэлс, которые пели в церкви, были их самым ранним знакомством с музыкой. В 1921 году их родители расстались. Через год Минни вышла замуж за Уильяма Мура, блюзового певца, который познакомил Джона с игрой на гитаре.
Уильям был местным блюзовым гитаристом в Шривпортe, который играл «гудящий» одноаккордный блюз, сильно отличавшийся от дельта-блюза того времени.
Вторым, кто оказал влияние на Джона, был Тони Холлинс, который встречался с сестрой Хукера, Элис. Он помог Хукеру научиться играть и подарил ему его первую гитару. Хукер позже признавался, что считает влияние Холлинса на его стиль игры и его музыкальную карьеру ключевым. Среди песен, которым, как предполагается, Холлинс научил Джона, были версии «Crawlin 'King Snake» и «Catfish Blues».
В возрасте 14 лет Хукер сбежал из дома, и якобы больше никогда не видел свою мать или отчима. В середине 30-х годов он жил в Мемфисе, где выступал на Бил-Стрит, в театре Нью-Дейзи и, иногда, на домашних вечеринках.
Во время Второй мировой войны Джон работал на заводах в разных городах, а в 1943 году устроился на работу в Ford Motor Company в Детройте. Он часто посещал блюзовые клубы и бары на Гастингс-Стрит, сердце «черного» района развлечений на востоке Детройта. В городе, известном своими пианистами, гитаристов было не так много. Хукер начал выступать в клубах Детройта, и его известность быстро росла. В поисках музыкального инструмента громче, чем его акустическая гитара, он купил свою первую электрическую гитару.

## Начало карьеры
Карьера Хукера в звукозаписи началась в 1948 году, когда Modern Records, располагавшаяся в Лос-Анджелесе, выпустила демо-пластинку, которую он записал для Берни Бесмана в Детройте. Сингл «Boogie Chillen’» стал хитом и самой продаваемой «пластинкой для афроамериканцев» в 1949 году, несмотря на неграмотность, Хукер умело сочинял тексты песен. Помимо использования традиционной блюзовой лирики, он сочинял и оригинальные песни. В 1950-х, как и многие другие афроамериканские музыканты, Хукер мало зарабатывал на продажах пластинок, и поэтому он часто записывал вариации своих песен для разных студий за предоплату. Чтобы уклоняться от контракта, он использовал различные псевдонимы, включая Джона Ли Букера (для Chess Records и Chance Records в 1951—1952 годах), Джонни Ли (для De Luxe Records в 1953—1954 годах), Джон Ли, Джон Ли Кукер, Техас Слим, Дельта Джон, «Бирмингем Сэм и его волшебная гитара», Джонни Уильямс и Буги-Мэн.
Его ранние сольные песни были записаны Берни Бесманом. Хукер часто менял темп песни в соответствии с её потребностями, что затрудняло работу бэк-музыкантам, которые не привыкли к таким музыкальным капризам, поэтому Хукер играл в одиночку, одновременно играя на гитаре, поя и стуча ногой по деревянному поддону.
В течение большей части раннего периода карьеры он записывался и гастролировал с Эдди Кирклендом. В более поздних записях Хукера для Vee-Jay Records в Чикаго, у него появились бэк-музыканты, включая Эдди Тейлора, которые были способны справиться с его музыкальными причудами. «Boom Boom» и «Dimples», две популярные песни Хукера, были первоначально выпущены именно там.

## Дальнейшая карьера и смерть

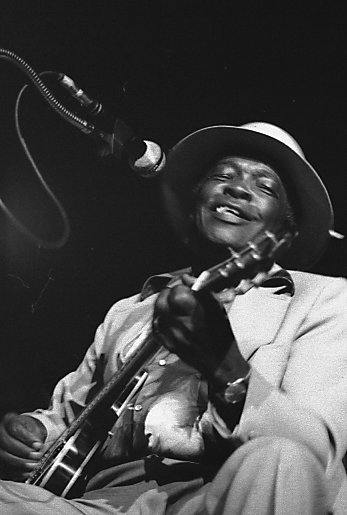
Хукер в Мэсси-Холл (Торонто)

Хукер умер во сне 21 июня 2001 года в своем доме в Лос-Альтосе. Он был похоронен в Окленде. Он оставил после себя 8 детей, 19 внуков и множество правнуков.

## Награды и признание
Помимо множества других наград, Хукер был включён в Зал славы блюза в 1980 году и в Зал славы рок-н-ролла в 1991 году. В 1983 году он получил стипендию Национального наследия от Национального фонда искусств, что является высшей наградой правительства США в области народного и традиционного искусства. В 2000 году он был удостоен премии «Грэмми» за вклад в развитие музыки и получил звезду на Аллее славы в Голливуде. Он также включён в Зал славы музыкантов Миссисипи.
Две его песни, «Boogie Chillen'» и «Boom Boom», включены в список 500 песен, сформировавших рок-н-ролл, составленный Залом славы рок-н-ролла. Также, песня «Boogie Chillen» включена в список Американской ассоциации звукозаписывающих компаний «Песни века».

### Премии "Грэмми"
- Лучшая традиционная блюзовая запись[англ.], 1990, за I'm in the Mood, с Бонни Рейтт
- Лучший традиционный блюзовый альбом[англ.], 1995, за Chill Out
- Лучшая запись Традиционного блюза, 1998 год, за Don't Look Back
- Лучшее поп-исполнение с вокалом, 1998, "Don't Look Back", с Ван Моррисон
- Премия «Грэмми» за жизненные достижения, 2000
- Национальный зал славы ритм-энд-блюза[англ.], 2021–2022

## Дискография

### Участие в совместных проектах
- Big Head Todd & the… Beautiful World (1997) Vocals
- Bluestream — the Best of… Bluestream: The Best of the…
- Canned Heat Hooker 'n' Heat (1971) Vocals
- Canned Heat Infinite Boogie (1986) Vocals
- Ted Cash Big Boss Man Lyricist
- Various Artists Chicago Blues Band (1996) Guitar, Vocals
- John Hammond Got Love If You Want It (1992) Guitar, Vocals
- Lightnin' Hopkins It’s a Sin to Be Rich (1993) Guitar, Vocals, Commentary
- Jorma Kaukonen & Hot Tuna Relix Records Best of Blues, Vol…. (1997)
- Matt Kelly Wing & a Prayer (1994)
- B.B. King Blues Summit (1993) Guitar, Vocals
- Kingfish Kingfish [Grateful Dead Records] (1985) Guitar
- Eddie Kirkland All Around the World (1992) Guitar, Vocals
- Original Soundtrack Color Purple (1985) Vocals
- Original Soundtrack Hot Spot [O.S.T.] (1990) Guitar, Vocals
- Original Soundtrack Stealing Beauty (1996)
- Branford Marsalis I Heard You Twice the First Time (1992) Guitar, Vocals
- Van Morrison Too Long in Exile (1993) Vocals
- Charlie Musselwhite Signature (1991)Guitar, Guitar (Electric), Vocals
- Michael Osborn Background in the Blues (1996)Guitar, Vocals, Producer

### Альбомы
- Original Folk Blues (recorded in 1948—1954) (United Artists, LP)
- How Long Blues (Battle, LP)
- I’m John Lee Hooker (Vee Jay, LP, 1959)
- The Folk Blues of John Lee Hooker (Riverside, LP, 1959)
- Burning Hell (Riverside, LP, 1959)
- Travelin' (Vee Jay, LP, 1960)
- That’s My Story (Riverside, LP, 1960)
- House Of The Blues (Chess, LP, 1960)
- John Lee Hooker Sings The Blues (King, LP, 1961)
- The Folklore of John Lee Hooker (Vee Jay, LP, 1961)
- Don’t Turn Me From Your Door (Atco, LP, 1962)
- Burnin' (Vee Jay, LP, 1962)
- Solid Sender (Vee Jay, LP, 1963)
- On Campus (Vee Jay, LP, 1963)
- The Big Soul of John Lee Hooker (Vee Jay, LP, 1963)
- Concert At Newport (Vee Jay, LP, 1964)
- The Real Folk Blues (Chess, LP, 1966)
- Live At The Cafe Au Go-Go (Bluesway/ABC, LP, 1967)
- Simply The Truth (Bluesway/ABC, LP, 1968)
- Moanin' And Stompin' The Blues (King, 1970)
- Endless Boogie (ABC, LP, 1970)
- Alone (Specialty, LP, 1970)
- Hook 'n' Heat (Liberty, 2LP, 1971)
- Coast To Coast Blues Band (United Artists, LP, 1971)
- Never Get Out Of These Blues Alive (ABC, LP, 1972)
- Detroit Special (Atlantic, LP, 1972)
- Boogie Chillun (Fantasy, 2LP, 1972)
- Mad Man Blues (Chess, LP, 1973)
- Free Beer and Chicken (ABC, LP, 1974)
- The Cream (Tomato, LP, 1978)
- Sad And Lonesome (Muse, LP, 1979)
- Jealous (Pointblank/Virgin, LP, 1986)
- Get Back Home (recorded in 1969) (Black and Blue, LP, 1988)
- The Healer (Silvertone, LP, 1989)
- Live At Sugarhill. Vol.1, 2 (recorded in 1962) (Ace, CD, 1990)
- The Ultimate Collection (recorded in 1948—1990) (Rhino, 2CD, 1991)
- More Real Folk Blues / The Missing Album (recorded in 1966) (Chess / MCA CD, 1991)
- Mr. Lucky (Silvertone, CD, 1991)
- Introducing John Lee Hooker (recorded in 1951—1971) (MCA, CD, 1991)
- The Complete Chess Folk Blues Sessions (recorded in 1966) (MCA, 1991)
- Graveyard Blues (1949—1950) (Specialty, CD, 1992)
- The Country Blues of John Lee Hooker (1959) (Riverside, CD, 1992)
- Boom Boom (Pointblank/Virgin, CD, 1992)
- Urban Blues (recorded in 1967-69) (MCA, CD, 1993)
- Everybody’s Blues (recorded in 1950—1954) (Specialty, CD, 1993)
- Legendary Modern Recordings (recorded in 1948—1954) (Virgin/Flai, CD, 1995)
- Chill Out (Pointblank/Virgin, CD, 1995)
- Alternative Boogie: Early Studio Recordings 1948—1952 (Capitol, 3CD, 1995)
- Hooker & The Hogs (recorded in 1965) (Trojan Record Ltd., 1996)
- Don’t Look Back (Pointblank/Virgin, TD, 1997)

- 1950 Everybody’s Blues / Specialty
- 1959 Folk Blues / Crown
- 1960 Blues Man / Battle
- 1960 The Country Blues of John Lee Hooker / Riverside
- 1960 House of the Blues/MCA / Chess
- 1960 I’m John Lee Hooker / Vee-Jay
- 1960 Travelin' / Vee-Jay
- 1961 The Folk Lore of John Lee Hooker / Vee-Jay
- 1961 John Lee Hooker Plays and Sings the BluesMCA / Chess
- 1961 John Lee Hooker Sings the Blues / King
- 1962 Burnin' / Vee-Jay
- 1962 Tupelo Blues / Riverside
- 1962 The Blues / Crown
- 1962 Drifting the Blues / United
- 1963 Don’t Turn Me from Your Door / Atlantic
- 1963 Live at Sugarhill / Galaxy
- 1963 John Lee Hooker [Galaxy] / Galaxy
- 1964 John Lee Hooker at Newport [live] / Vee-Jay
- 1964 The Big Soul of John Lee Hooker / Vee-Jay
- 1964 I Want to Shout the Blues / Vee-Jay
- 1964 Great Blues Sounds / United
- 1964 The Great John Lee Hooker / Crown
- 1964 Burning Hell / Original Blues
- 1965 Seven Nights
- 1966 The Real Folk BluesMCA / Chess
- 1966 It Serves You Right to SufferImpulse!
- 1966 Live at Cafe Au Go-Go (And Soledad Prison) / MCA
- 1967 Live at Cafe Au Go Go / BGO
- 1967 Urban Blues / MCA
- 1968 Hooked on Blues / Archive Folk
- 1969 Simply the Truth / One Way
- 1969 Big Red Blues / Buddah
- 1969 That’s Where It’s At! / Stax
- 1969 Get Back Home / Evidence
- 1969 Big Maceo Merriweather & John Lee Hooker / Fortune
- 1969 Highway of Blues / King
- 1970 John Lee Hooker on the Waterfront / Wand
- 1970 Moanin' and Stompin' Blues / King
- 1970 Endless Boogie / MCA
- 1970 If You Miss 'Im…I Got 'Im / Bluesway
- 1970 No Friend Around / Red Lightnin'
- 1971 Coast to Coast Blues Band / United Artists
- 1971 Goin' Down Highway 51 / Specialty
- 1971 I Feel Good [Jewel / Paula]Jewel
- 1972 Live at Soledad Prison / ABC
- 1972 Boogie Chillun [Fantasy] / Fantasy
- 1972 Never Get Out of the Blues Alive / ABC
- 1972 Detroit Special / Atlantic
- 1973 Born in Mississippi, Raised Up in Tennessee / ABC
- 1973 Live at Kabuki Wuki / Bluesway
- 1973 Kabuki Wuki / Blues Way
- 1974 Free Beer & Chicken / ABC
- 1974 John Lee Hooker [Xtra] / Xtra
- 1974 Mad Man Blues / MCA
- 1975 Black R & B / Musidisc
- 1975 John Lee Hooker [Verve] / Verve
- 1976 In Person / Dynasty
- 1976 Alone / Rhino
- 1977 Black Snake / Fantasy
- 1977 Dimples [DJM] / DJM
- 1977 Dusty Road / Bellaphon
- 1978 Live [Lunar] / Lunar
- 1978 The Cream [Tomato] [live] / Rhino
- 1979 Sad & Lonesome / Muse
- 197? Living with the Blues / Musidisc
- 197? How Long BluesvBattle
- 197? In the Mood / Up Front
- 197? Don’t Want Nobody / Intercord
- 197? I Wanna Dance All Night / Musidisc
- 197? King of Folk Blues / Musidisc
- 197 Slims Stomp / Polydor
- 1980 Everybody Rockin' / Charly
- 1980 This Is Hip / Charly
- 1980 Sittin' Here Thinkin' / Muse
- 1981 John Lee, Vol. 1 / Ace
- 1981 Hooker 'N' Heat (Recorded Live at the Fox… / Rhino
- 1982 Chess Masters / Chess
- 1982 Tantalizing the Blues / MCA
- 1983 Hookered on Blues / JSP
- 1984 Blues Before Sunrise / Astan
- 1984 Do the Boogie / Happy Bird
- 1984 Solid Sender / Charly
- 1987 Detroit Blues / Flyright
- 1987 Jealous / Chase Music
- 1987 House Rent Boogie / Charly
- 1988 The Blueway Sessions / Charly
- 1988 John Lee Hooker [Charly] / Charly
- 1988 John Lee Hooker Live / Tomato
- 1988 Want Ad Blues / Joker
- 1989 Let’s Make It / Charly
- 1989 The Healer / Chameleon
- 1989 Highway 51 / Passport
- 1990 Hobo Blues / Roots
- 1990 Don’t You Remember Me / Charly
- 1991 Walking the Blues / Huub
- 1991 More Real Folk Blues: The Missing Album/MCA / Chess
- 1991 Mr. Lucky / Pointblank
- 1992 I’m in the Mood [Satellite Sounds] / Satellite Soun
- 1992 Boom Boom [Pointblank] / Pointblank
- 1992 Graveyard Blues [Specialty Reissue Series] / Specialty
- 1992 Turn Up the Heat! / CEMA
- 1992 I’m in the Mood [Sound Solutions] / Sound Solution
- 1993 I Feel Good [Spotlite] / Spotlite
- 1993 Nothing But the Blues [Magnum] / Magnum
- 1994 Live [CMA] / CMA
- 1995 Helpless Blues / Realisation
- 1995 Chill Out / Virgin
- 1995 Blues for My Baby / Fantasy
- 1996 Moanin' the Blues [Charly] / Charly
- 1996 Electric / Collector’s Ed
- 1996 Alone: The First Concert [live] / Blues Alliance
- 1996 Moanin' the Blues [Eclipse] / Eclipse Music
- 1997 Don’t Look Back[30] / Virgin
- 1997 Hooker & The Hogs [Indigo] / Indigo
- 1997 Alone: The Second Concert [live] / Blues Alliance
- 1998 You Don’t Remember Me / See For Miles
- 1998 Black Man Blues / M.I.L.
- Guitar Lovin' Man / JCI
- Half a Stranger / Mainstream
- World’s Greatest Blues Singer / Vee-Jay
- Boogie Chillun [Satellite] / Satellite Soun
- Boom Boom [Satellite] / Satellite Soun
- Boom Boom [Charly] / Charly
- John Lee Hooker [Bella Musica] / Bella Musica
- John Lee Hooker [Collection] / Collection
- Anywhere, Anytime, Anyplace / United Artists
- Boogie Man / Instant
- Lonesome Road / MCA
- Boogie Chillun [Charly] / Charly
- Down at the Landing / Onyx Classix
- King of the Boogie / Drive Archive
- That’s My Story / Original Blues

### Сборники
- 1960 That’s My Story/John Lee Hooker Sings the… / Riverside
- 1968 John Lee Hooker [Archive Folk] / Archive Folk
- 1969 The Very Best of John Lee Hooker / Buddah
- 1971 John Lee Hooker’s Greatest Hits / Kent
- 1973 John Lee Hooker’s Detroit [3 LPs] / United Artists
- 1973 The Best of John Lee Hooker [GNP] / GNP
- 1975 Whiskey & Wimmen / Trip
- 1977 Gotham Golden Classics: Rare Recordings / Collectables
- 1986 Detroit Blues 1950-51 / Collectables
- 1988 Sings the Blues: That’s My Story / Riverside
- 1988 Greatest Hits / Blue City
- 1989 The Hook: 20 Years of Hits / Chameleon
- 1989 40th Anniversary Album / DCC
- 1989 The John Lee Hooker Story / Deja Vu
- 1990 Boogie Awhile / Krazy Kat
- 1991 The Best of John Lee Hooker [JCI] / JCI
- 1991 Hooker & Heat / EMI Americax
- 1991 The Ultimate Collection (1948—1990) / Rhino
- 1992 Kings of the Blues Guitar / Charly
- 1992 The Best of John Lee Hooker 1965 − 1974 / MCA
- 1992 This Is Hip: Charly Blues Masterworks, Vol. 7 / Charly
- 1993 John Lee Hooker on Vee-Jay, 1955—1958 / Vee-Jay
- 1993 1965 London Sessions / Sequel
- 1994 The Legendary Modern Recordings 1948—1954 / Virgin
- 1994 The Early Years / Tomato
- 1994 Collection / Castle
- 1994 Mississippi River Delta Blues / King
- 1994 John Lee Hooker 1977 / Just A Memory
- 1995 EP Collection…Plus / See For Miles
- 1995 Alternative Boogie: Early Studio Recordings… / Capitol
- 1995 Blues for Big Town / Charly
- 1995 Trouble Blues
- 1995 The Very Best of John Lee Hooker [Rhino] / Rhino
- 1995 Shake It Baby / Charly
- 1995 Trouble Blues / Prime Cuts
- 1995 Two Sides of Hooker 1954 / 1968 / Hot Production
- 1996 The Best of John Lee Hooker / EMI
- 1996 The Best of John Lee Hooker / Griffin
- 1996 Boom Boom [K-Tel] / K-Tel
- 1996 The Very Best of John Lee Hooker / Charly
- 1996 The Best of Hooker 'n Heat/EMI
- 1996 Mess’a Blues: The John Lee Hooker Collection / Boxsetsx
- 1996 Blues Legend / MCA Special Pr
- 1996 Great / Goldies
- 1997 Trouble Blues [Dove] / Dove
- 1997 John Lee Hooker: Members Edition / United Audio
- 1997 John Lee Hooker /Prophecy]Arti Faxt / Prop
- 1997 His Best Chess Sides (Chess 50th Anniversary / MCA
- 1997 Golden Classics / Essex
- 1997 Live in Concert / Prophecy
- 1997 Revue Collection / Revue
- 1997 Coast to Coast Blues Band/Anywhere, Anytime,… / BGO
- 1998 Trilogy
- 1998 The Complete 50’s Chess Recordings / MCA
- 1998 The Very Best of Boom Boom / Cleopatra
- 1998 Best Blues Masters, Vol. 2 / Import
- 1998 The Best of Friends / Virgin
- 1998 Vee Jay Box / Import
- 1999 Rare Hooker / Charly
- 1999 I’m in the Mood [BMG International] / BMG Internatio
- 1999 Boom Boom and Other Classics / Intercontinent
- 1999 Hooker & the Groundhogs / Cleopatra
- 1999 Best of John Lee Hooker [Music Club] / Music Club
- 1999 Best of John Lee Hooker: 20th Century Masters / MCA
- 1999 John Lee Hooker [Dressed To Kill] / Dressed To Kil
- 1999 This Is Hip: Best of John Lee Hooker [#1] / Recall
- 1999 This Is Hip: Best of John Lee Hooker [#2] / Recall
- 1999 Cream [Charly] / Charly
- 1999 Dimples [Charly] / Charly
- 1999 Forever GoldSt. Clair
- 1999 Boom Boom: Best of John Lee Hooker / Remember
- 2000 Nothing But The Blues [] / Magnum Collect
- 2000 Millennium Edition [Remastered] / Universal Inte
- The Best of John Lee Hooker / Suitebeat
- Master of the Blues Series / JCI
- Gold Collection / Deja Vu
- The Best of John Lee Hooker / Vee-Jay
- The Legendary Modern Recordings / Ace
- Stormin' on the Deep Blue Sea / Drive Archive
- Detroit Lion / Demon
- Boom Boom / QED
- Mambo Chillun: Charly Blues Masterworks / Charly

### Видео
- 1995 Mark Naftalin’s Blue Monday Party / Rhapsody Filmsv
- 1995 Masters of the Country Blues / Shanachiev
- 1996 Rare Performances 1960—1984 / Vestapolv
- 1996 John Lee Hooker & Friends / Vestapolv

### Фильмы
- 1980 Blues Brothers / Universal Pictures (исполняет Boom Boom)